# فيليب ديفيز (لاعب كريكت)
فيليب ديفيز (30 أغسطس 1893 - 30 يناير 1930 في المملكة المتحدة) (بالإنجليزية: Philip Davies)‏ هو لاعب كريكت بريطاني (وحمل سابقاً جنسية المملكة المتحدة لبريطانيا العظمى وأيرلندا).